# Chvatěruby
Chvatěruby (en allemand : Chwatierub) est une commune du district de Mělník, dans la région de Bohême-Centrale, en République tchèque. Sa population s'élevait à 538 habitants en 2020.

## Géographie
Chvatěruby est arrosée par la Vltava et se trouve à 3 km au sud-est du centre de Kralupy nad Vltavou, à 17 km au sud-ouest de Mělník et à 19 km au nord-nord-est du centre de Prague.
La commune est limitée par Veltrusy et Zlosyň au nord, par Úžice, Kozomín et Zlončice à l'est, par la Vltava et la commune de Dolany au sud, par Kralupy nad Vltavou à l'ouest.

## Histoire
La première mention écrite de la localité date de 1141.